# Viola friderici
Viola friderici är en violväxtart som beskrevs av W. Beckcr. Viola friderici ingår i släktet violer, och familjen violväxter. Inga underarter finns listade i Catalogue of Life.